# 明愛井

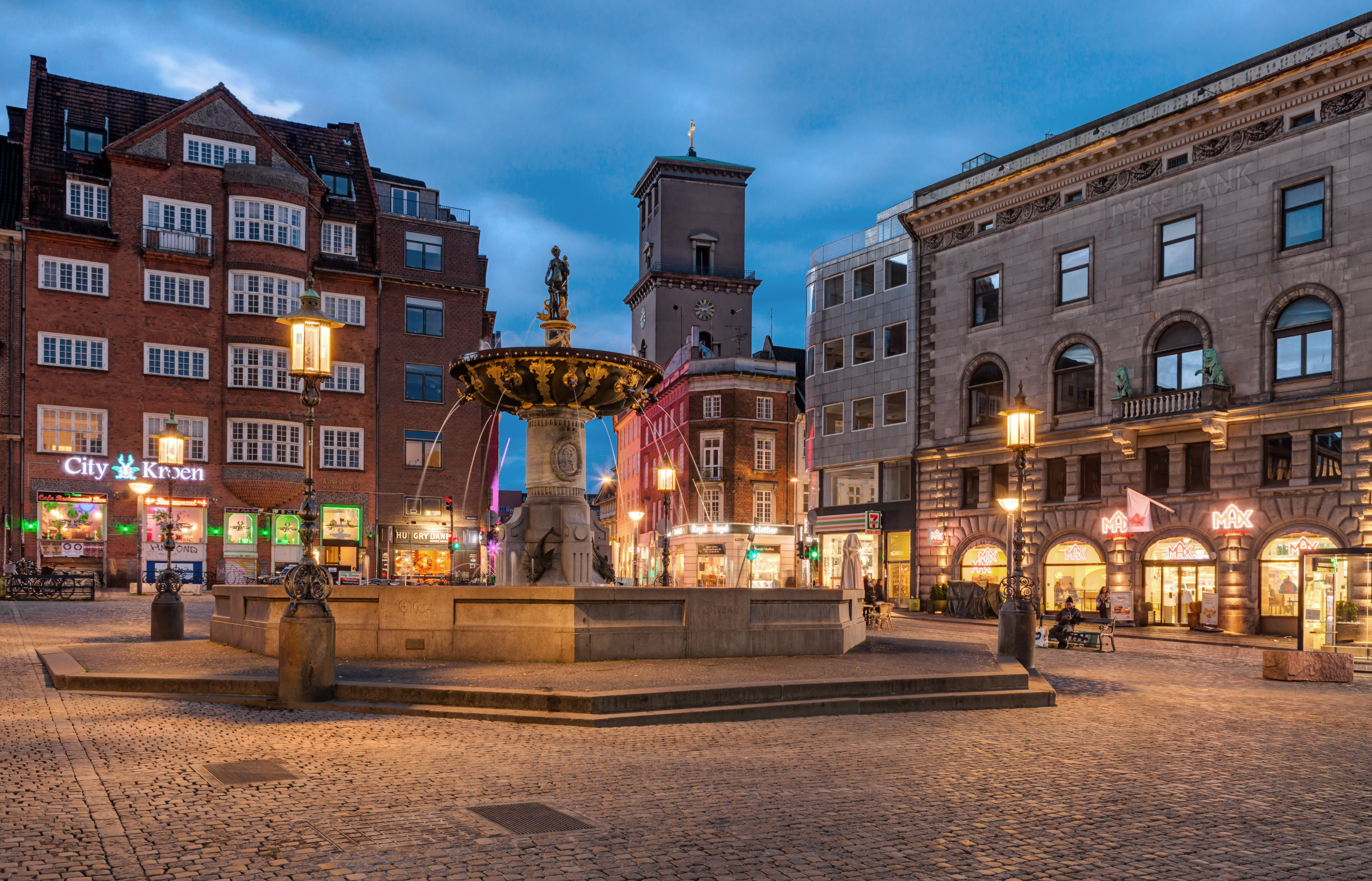
明爱井

明爱井（丹麦语：Caritasbrønden），也被称为明爱喷泉（丹麦语：Caritasspringvandet），是丹麦哥本哈根最古老的喷泉，位於該市的舊市場以及斯楚格街附近。它由克里斯蒂安四世于1608年下令建造。